# Acideres
Acideres is een kevergeslacht uit de familie van de boktorren (Cerambycidae). De wetenschappelijke naam van het geslacht werd voor het eerst geldig gepubliceerd in 1858 door Guérin-Méneville.

## Soorten
Acideres is monotypisch en omvat slechts de volgende soort:
- Acideres ricaudii Guérin-Méneville, 1858